# McLeansville
McLeansville – CDP w Stanach Zjednoczonych, w stanie Karolina Północna, w hrabstwie Guilford. W 2000 roku liczyło 1080 mieszkańców. Z tej miejscowości pochodzi uczestnik programu American Idol Chris Daughtry.